# Hălăucești, Iași
Hălăucești (în trecut Halas, în maghiară Halasfalva) este satul de reședință al comunei cu același nume din județul Iași, Moldova, România. La începutul secolului al XX-lea, partea nordică a satului, numită Luncași, a devenit sat separat în aceeași comună din cadrul județului Roman.

## Etimologie
În 1838, Elek Gegő⁠(hu)[traduceți] în cartea acestuia A moldvai magyar telepekről („Despre coloniile maghiare din Moldova”), a explicat că înainte deținuse numele Halas („cu pește”), ce face referire la așezarea lângă iazurile formate de râul Siret. János Jerney⁠(hu)[traduceți] în cartea Keleti utazása a' magyarok' őshelyeinek kinyomozása végett 1844 és 1845 (1851) a menționat pe lângă Halauchest o denumire alternativă, Halas, ce fusese folosită în trecut înaintea denumirii actuale.
László Gazda⁠(hu)[traduceți], citându-l pe Iorgu Iordan, a explicat numele de la maghiarul halas, aflat în legătură cu halastó, cu semnificația de iaz. Pe de altă parte, Dicționarul explicativ al limbii române derivă cuvântul „halău” tot din maghiarul haló, termen care se referă la o plasă de pescuit, întrucât în valea Siretului există multe iazuri iar pescuitul se realizează cu ajutorul halăului.

## Istoric
Gheorghe I. Năstase, referindu-se la cele 6 sate în totalitate maghiare găsite de Marco Bandini la 1646 în zona Romanului: Tămășeni (în maghiară Tamásfalva, menționat de Bandini ca Thomasest), Adjudeni (Dsudai, Gsiuda falva), Răchiteni (Domafalva), Săbăoani (Szabófalva), Leucușăni (Lökösfalva, contopit cu Săbăoani), Tețcani (Steczkofalva), a menționat că acesta reprezenta la acea vreme nucleul maghiar al Ținutului Romanului. Însă, nucleul s-a mărit considerabil pe ambele maluri ale luncii Siretului în secolele al XVIII-lea și al XlX-lea cu satele: Cozmești, Mogoșești, Luncași, Hălăucești, Mircești, Ursărești, Traian și Sturza. În aceeași perioadă au apărut și satele maghiare din bazinul inferior al râului Moldova, precum: Corhana, Pildești, Gherăiești, Iugani, Barticești, Muncelu de Sus, Tupilați, David, Talpa, Breaza, Văleni și Bârgăoani.

### Atestarea documentară

Arbore genealogic ce pleacă de la Șandru și Marta

Prima atestare documentară provine din 24 aprilie 1520, când domnul Moldovei, Ștefăniță, a întărit ocinele și dedinele făcute nepoților lui Cosma Șandorovici și lui Iucoș vistierul. Printre satele rămase de la Cosma Șandorovici se afla și Hălăucești. Bunicul acestuia, Șandru, era membru al sfatului domnesc al lui Alexandru cel Bun în perioada 1408–1422 și era căsătorit cu Marta, în perioada când au fost făcute primele privilegii de sate. Potrivit lui László Gazda⁠(hu)[traduceți], după numele de Șandru și Marta se poate presupune că Hălăuceștiul a fost întemeiat de o persoană venită din Regatul Ungariei, care putea fi tatăl sau bunicul lui Șandru.
Înainte de secolul al XVII-lea nu se afla între localitățile mai însemnate cu populație catolică, deoarece nu a fost menționată de Marco Bandini. De asemenea, nu a fost menționată în alte documente ale bisericii catolice în secolul al XVII-lea, cu toate că localitatea în sine exista și a fost menționată de cronicarul Ion Neculce, când în 1685, primul an al domniei lui Constantin Cantemir, polonezii și tătarii au asediat mai multe conace boierești, printre care și cel de la Hălăucești.
Conform tradiției locale, vatra veche a satului era aflată în lunca Siretului, în zona numită Cânepista, de unde au plecat din calea inundațiilor pe un deal ferit cu o pădure seculară de stejar, unde se află și acum.
De-a lungul timpului moșierii s-au schimbat des, prin contracte de vânzare, mai mulți dintre ei fiind boieri mari din cercurile apropiate ale domnitorului. În jurul anului 1756 satul a aparținut paharnicului Constantin Strudza, fiind menționat într-o învoială cu episcopul din Roman, Ioanichie, pentru construirea unui pod peste râul Siret. Este o probabilitate ca Sturdza să fi colonizat populația în punctul cunoscut astăzi, deoarece forța de muncă maghiară era căutată și apreciată în Moldova. Populația colonizată, care a devenit majoritară, a fost de origine etnică secuiască, lucru care s-a manifestat prin menținerea legăturilor populației cu Secuimea până în secolul al XIX-lea și a folosirii limbii maghiare până târziu.
La sfârșitul secolului al XIX-lea moșia a aparținut familiei Balș, unde își avea și conacul.

### Biserica și parohia romano-catolică
Primul grup mare de catolici a fost așezat în anul 1757, reușind să construiască și o biserică după doi ani. Numărul catolicilor a crescut foarte repede, în anul 1762 Di Giovanni a menționat 30 de familii (233 de persoane) și cu un an mai târziu, în 1763, Giuseppe Cambiola în satul „Eleuceste” a găsit 60 de familii. Ultimul a menționat că în ultimii patru ani catolicii nou-veniți au construit două biserici noi în două sate tot noi, lucru fără precedent, în Hălăucești și o alta în Talpa.
Prima biserică catolică datată a fost construită din lemn în 1769 și cu hramul „Nașterea Sfintei Fecioare Maria”. A fost înlocuită în anul 1872 cu o biserică din piatră, care cu timpul s-a dovedit a fi de dimensiuni mici iar între 1929–1940 au construită o biserică de proporții monumentale cu trei nave, 8 pilaștri masivi în stil neoroman și neogotic, precum și două turnuri de câte 40 metri înălțime.
În 1766–1767, potrivit lui Péter Zöld, parohia Săbăoani (Szabofalva) era deservită de un singur misionar și avea filialele Gyerjest (Gherăești), Turkofalva (neidentificat în Călători străini, după un alt autor este Tețcani/Ticzkófalva) Halvasest (Hălăucești), Kokoset (sat dispărut, lângă Tupilați ori satul Cocoșul ce a existat Ia nord de Văleni) Huszárfalva (probabil Roșiori), Ankucza (Bălușești sau sat înglobat în Tupilați), Urbest (Urbești, probabil Ursărești sau Iugani) și încă trei sate ale căror nume nu și le amintea.
În anul 1779 călătorul german Franz Josef Sulzer a străbătut Moldova și a realizat un raport, unde a făcut cunoscută și situația maghiarilor din principat: 6000 familii și 25–30 000 de persoane, în care a specificat separat că sunt incluși în statistică și locuitorii din Horlești și Hălăucești.

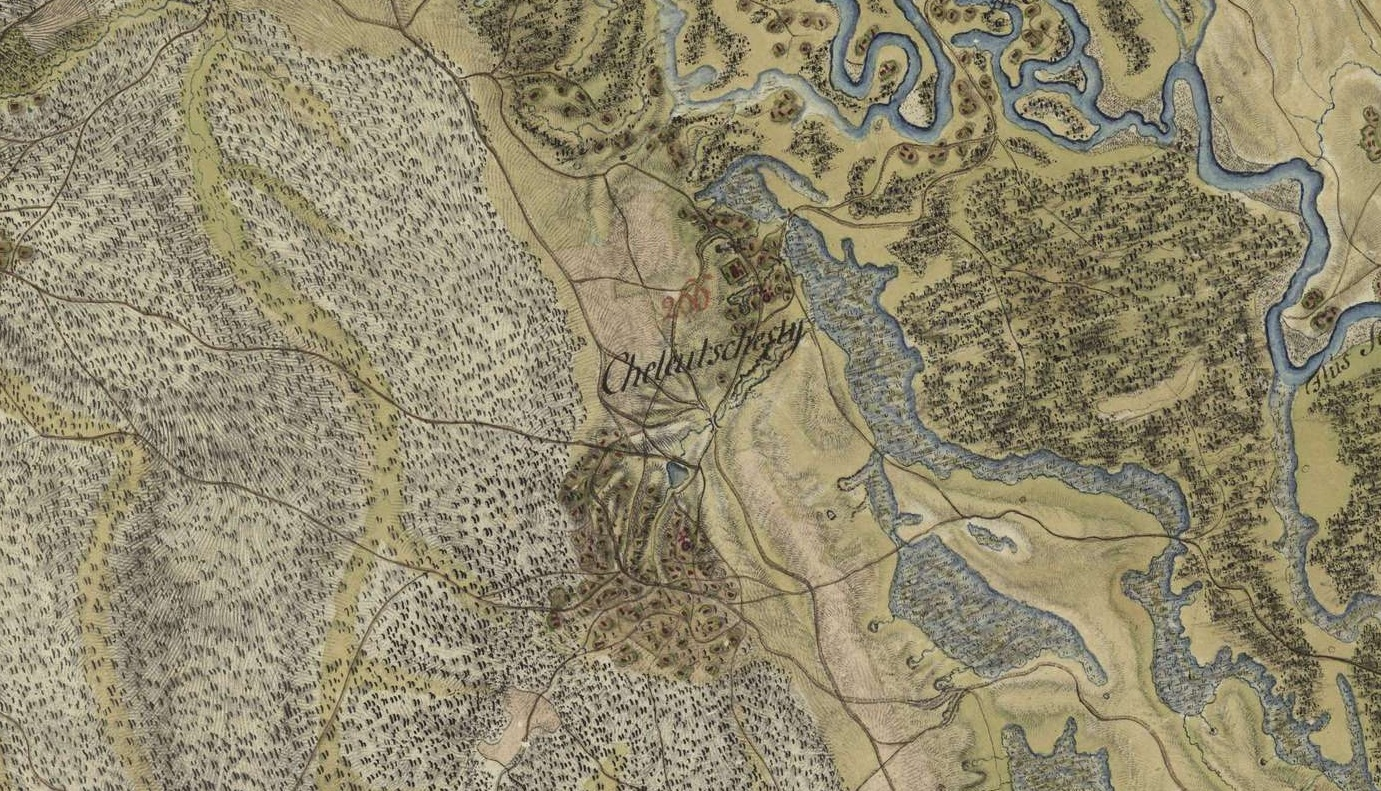
Hălăucești la sfârșitul secolului al XVIII-lea (între 1788 și 1790) în prima ridicare topografică iozefină. Satul este amplasat la marginea pădurii, spre lunca Siretului.

Hălăucești a fost filiala parohiei Săbăoani până în 1780, an în care a fost înființată parohia separată Hălăucești. Preoții proveneau dintre cei trimiși de Congregatio de Propaganda Fide, fiind străini, în cea mai mare parte italieni și în majoritate nevorbitori de limbă maghiară. Între 1780 și 1911, adică în 131 de ani, au activat 37 de preoți, care potrivit lui László Gazda⁠(hu)[traduceți] au deservit interesele Romei, prin românizarea populației maghiare din Moldova și respectiv, câștigarea Principatului Moldovei pentru misiune. Între cei 37, doar despre Iosif Kónya (1826–1829) se știe a fi fost de origine maghiară, iar judecând pe baza numelui, posibil și misionarul Vicențiu Fedeli (1822–1826). Cu excepția notabilă a acestora, parohia nu a mai deținut preoți maghiari iar cererile acestora nu au fost luate în seamă. Abia începând din secolul al XX-lea au apărut preoți locali de origine ceangăiască, dar care au primit o educație naționalistă românească și au interzis vorbirea limbii maghiare.
În timpul Războiului Ruso-Austro-Turc (1787–1792), trupele austriece ce au ocupat ținuturile moldovenești Suceava, Neamț, Roman, Bacău și Putna au întocmit o hartă cu o descriere unde este menționat „Cheleuscheschtz” cu 68 de case, 65 de capi de familie, ca sat însemnat unde au fost găsiți 15 cai și 110 boi.
În perioada 1800–1801, prefectul Vicențiu Gatt a prezentat 9 parohii, printre care una era „Allaoceste” cu 463 familii și 1499 de persoane.
În 14 mai 1807, Joseph von Hammer-Purgstall⁠(d), consulul austriac la Iași, într-un raport despre situația supușilor maghiari adresat superiorilor săi din Viena, a enumerat următoarele sate moldovenești ca având parohii romano-catolice funcționale: Forrófalva (Faraoani), Klézse (Cleja), Gorzafalva (Grozești), Bogdánfalva (Valea Seacă), Lujzikalagor (Luizi-Călugăra), Tamásfalva (Tămășeni), Dumafalva, Halasfalva (Hălăucești), Szabófalva (Săbăoani) și Husz (Huși), un număr de 4182 de familii romano-catolice și un total de 21 307 de oameni care locuiau în așezările enumerate. Din total, 460 familii și 2367 locuitori proveneau din Hălăucești, László Gazda⁠(hu)[traduceți] concluzionând că după acest număr era una dintre cele mai importante așezări catolice maghiare din Moldova.
În 1838, Elek Gegő⁠(hu)[traduceți] în cartea acestuia A moldvai magyar telepekről a menționat în sat 400 de credincioși.
După János Jerney⁠(hu)[traduceți] în cartea Keleti utazása a' magyarok' őshelyeinek kinyomozása végett 1844 és 1845 (1851), biserica avea hramul „Nașterea Sfintei Fecioare” și era sediu de parohie, care cuprindea 25 de biserici filiale și un număr de 1300 de catolici. Locuitorii erau ceangăi și secui care nu mai vorbeau la acel moment limba maghiară. Iosif Martinotti, vice-prefectul de Iași, l-a menționat în 1779 sub formă italienizată „Alautscheschty”.
Antonio De Stefano, episcop al Moldovei, în Schematizmus S. Missionis Romano-Catholicae in Principatu Moldaviae (1851) a enumerat 22 de parohii și 186 de filiale cu 208 așezări, unde în 16 sate încă se vorbea, cânta și ruga în maghiară: Dsidafalva (Adjudeni), Bákó (Bacău), Bergova, Butea, Kalagor (Luizi-Călugăra), Klézse (Cleja), Forrófalva (Faraoani), Focșani, Gorzafalva (Grozești), Halasfalva (Hălăucești), Prezest (Prăjești), Szabófalva (Săbăoani), Pusztina (Pustiana), Tatros (Târgu Trotuș), Bogdánfalva (Valea Seacă) și Valé. În cazul parohiei Hălăucești, limbile uzuale erau menționate pe lângă maghiară, și română și germană. Avea în componență 12 filiale și numărul total de 3107 catolici.
În 1857, Ferenc Kovács a menționat satul cu 1317 locuitori catolici și ca prima parohie a circumscripției Siret, parohie veche și cu biserică de piatră construită în 1842. Matricolele bisericii puteau fi urmărite până în anul 1780. Autorul a înșirat și filialele deținute de Hălăucești: Zăpodia (Nisiporești) cu biserica catolică și cu 390 locuitori catolici, Barticești cu 460, Mircești cu 137, Cosmești cu 71, Mogoșești cu 96 și Muncelu cu 63 de locuitori catolici. Astfel parohia deservea 2554 de locuitori, unde aproximativ jumătate dintre ei locuiau în satele vecine amestecate și în parte catolice.
În Schematismul din anul 1875 parohia Hălăucești avea doar 5 filiale și 2684 de persoane, iar limba uzuală româna.

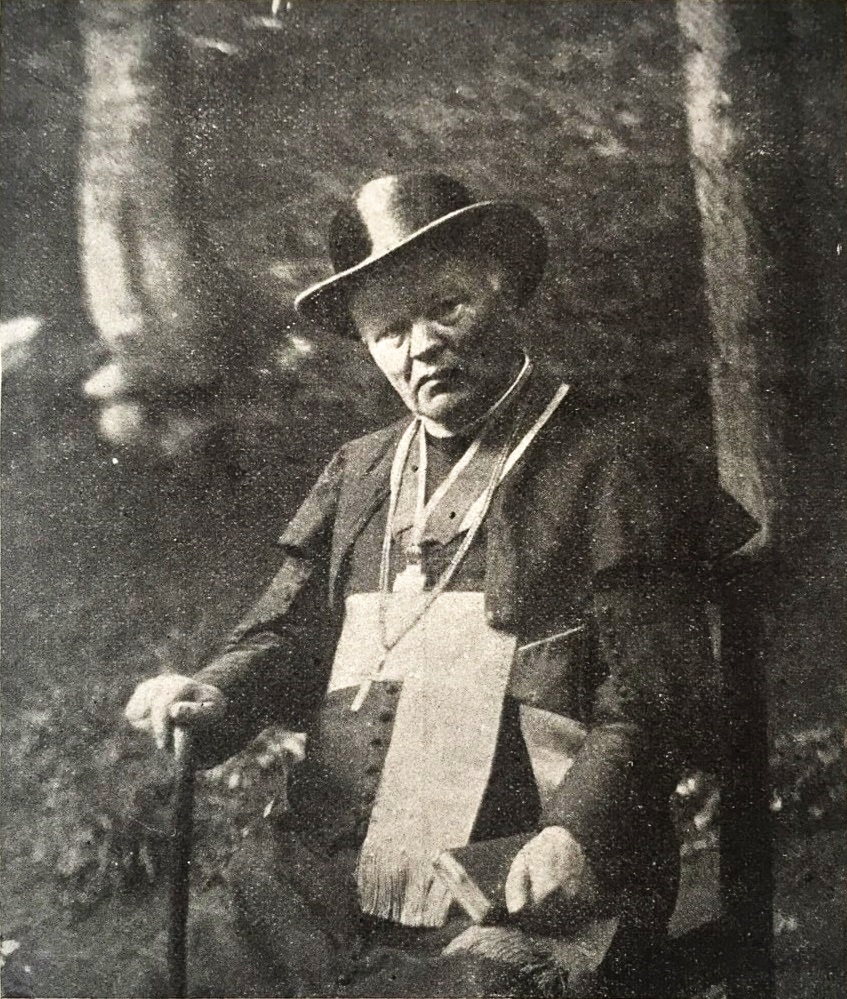
hu

În 1868, Jákó Imets Fülöp⁠(hu)[traduceți] a vizitat satul și parohia Hălăucești, declarând că dintr-un sat cu peste 1300 de locuitori care cunoșteau în trecut maghiara, s-a ajuns ca aceștia să devină ținta atacurilor, cu femei și copiii care să nu cunoască prea mult limba și nici numele maghiar al satului, precum și faptul că numele de familie sunt distorsionate în acte iar preoții nu cunosc deloc limba maghiară. Pe de altă parte, Hălăucești cu cele trei filiale arondate (Zăpodia, Barticești, Mircești) necesita un ajutor de preot, dar la această lipsă se mai adăuga și încredințarea parohului de Hălăucești a parohiei Talpa. Parohul de origine bavareză Alfons Schösselbauer avea astfel în păstorire aproximativ 3900 de locuitori maghiari, cărora le predica în germană. Fülöp a mai completat că limbile germană și poloneză aveau în Moldova de Sus o autoritate mai mare decât limbile română sau italiană.
În Dicționarul Topografic și Statistic al României de Dimitrie Frunzescu (1872), satul figura cu 2380 de locuitori și ziua de 8 septembrie pentru bâlci.
Componența etnică a comunei Hălăucești la sfârșitul secolului al XIX-lea (aproximare în cazul evreilor)
     Români (28,8%)
     Maghiari (68,9%)
     Evrei (2,3%)
Componența etnică a satului Hălăucești la sfârșitul secolului al XIX-lea (raportat la numărul de familii)
     Români (33,6%)
     Maghiari (64%)
     Evrei (2,4%)

În Dicționarul geografic al județului Roman de Petru Condrea (1891), localitatea avea o populație de 2178 de locuitori și 625 de familii, dintre care 400 de familii erau maghiari, 15 de evrei și 210 de români. Au fost menționați ca meșteșugari de căruțe, roți și sănii în trecut, cultura agricolă de bază cartoful, ziua de bâlci în 8 septembrie, existența a trei biserici, dintre care două ortodoxe și una catolică de piatră, parohia catolică de Hălăucești ce avea în componență filialele Mogoșești și Muncelu de Sus, dintre care în Hălăucești existau 100 de familii catolice, adică jumătate din populația satului. Muncelu de Sus avea iarmaroace în zilele de 6 și 29 august. În anul școlar 1886–1887 școala primară mixtă era frecventată de 27 elevi (24+3 fete). Satul era sediul unei companii de dorobanți. De comună aparținea și satul vecin Luncași, a cărui date erau incluse în cele ale comunei.
„Din păcate mai sunt și parohii și încă la sate, unde poporul nu vorbește limba maghiară. Aceasta am constatat-o și eu cu ocazia vizitării satului Hălăucești – din districtul bisericesc al Romanului – când am întrebat unde locuiește preotul și n-am primit răspuns. Întrebând românește dacă sunt unguri, au răspuns, că da, sunt unguri. Ca paranteză notez, că în toată Moldova, ungur înseamnă catolic. Când mirat i-am întrebat, cum se poate că niște unguri să știe numai românește, au răspuns că ei au uitat vorbirea maghiară... La prima întrebare deci așa răspund: Dioceza are patru districte, în cel al Iașilor și al Romanului, poporul s-a cam românizat, dar, în special la sate, cu puțin excepții, parohul poate face slujba și discuta cu poporul ungurește. În districtul Bacău, cu excepția orașului Bacău se poate predica peste tot ungurește.”—din scrisoarea parohului de Dărmănești, Lajos Gyula Balla către Cirjek Alajos Csak, superiorul ordinului minoriților din Arad, 1896 (Gábor Vincze⁠(hu)[traduceți] Asszimiláció vagy kivándorlás? Források a moldvai magyar etnikai csoport, a csángók modern kori történelmének tanulmányozásához (1860-1989), A Magyarságkutatás Könyvtára, Budapest, Kolozsvár, 2004, p. 131; Mihai Perca, Rădăcini: despre maghiarii din Moldova (ceangăii), 2012, p. 425)
În Schematismul din 1902 a fost menționat satul ca „Hălăucești” în cadrul decanatului de Roman, cu 1581 locuitori catolici și doar două filiale: Zăpodia (Nisiporești) și Luncași cu 492, respectiv 461 de locuitori. În același an, Gustav Weigand l-a trecut în grupa ceangăilor vorbitori de maghiară sâsâită. Tot acesta i-a menționat și ca vorbitori de limbă română, dar care se consideră maghiari.
I. N. Ciocan, în Monografia creștinilor catolici din județul Roman (1903) a enumerat satul printre cele unde se vorbește și maghiară.
Cu ocazia concordatului din 1927, în același perioadă a fost reînființat Ordinul Fraților Minori Conventuali Provincia „Sf. Iosif”, unde 10 parohii ceangăiești semnificative au intrat sub jurisdicția acestora: Săbăoani, Hălăucești, Adjudeni, Prăjești, Bacău, Luizi-Călugăra, Faraoani, Târgu Trotuș, Galați și Huși.
La recensământul populației din 1930, dintr-un total de 2637 de locuitori, 2153 (80 %) erau romano-catolici. În cazul satelor vecine și filiale ale parohiei, Luncași avea 579 locuitori din care 572 (99 %) romano-catolici, la Mircești din 857 erau 372 (47 %), și la Mogoșești din 843, 308 (40 %) erau romano-catolici. La Muncelu numărul catolicilor era doar de 55 (4 %), dar din care 12 au declarat recenzorilor că sunt de etnie maghiară. Potrivit lui László Gazda⁠(hu)[traduceți], menționarea maghiarilor a survenit pe fondul lipsei de vigilență a autorităților.
În anul 1966 populația comunei era de 3018, iar în 1977 aceasta a crescut la 6310. În 1992 populația satului a fost de 4967 de locuitori, dintre care 4004 erau romano-catolici (80 %). Catolicii de origine maghiară locuiau pe deal, iar ortodocșii de origine română în vale unde aveau cimitir și biserică proprie.
Începând din secolul al XIX-lea a devenit una dintre așezările catolice cu cele mai însemnate tradiții religioase. Pe fondul poziției marginale a populației și a unei ulterioare izolări față de maghiarime, printr-un proces de schimbare de limbă, limba maternă și uzuală a locuitorilor a devenit româna. În anii 2000, Hălăucești a devenit unul dintre cele mai mari centre parohiale catolice din fostul județ Roman iar populația este încă expusă de către preoții catolici procesului de eliminare a conștiinței maghiare, care se mai manifestă prin cunoașterea tradiției originii maghiare.
Potrivit unui autor, pe fondul românizării, ceangăii care au adoptat identitatea românească s-au văzut puși într-o postură inferioară românilor majoritari. La această problematică se adaugă cunoașterea originilor maghiare ale ceangăilor de către ambele grupuri etnice, ceea ce duce ca indivizii să sufere de un complex de inferioritate, compensat de o competiție în materie de patriotism. În acest fel, este cunoscut cazul unui primar al comunei Hălăucești, care de teama persecuțiilor și pierderii funcției, s-a convertit la religia ortodoxă cu întreaga familie și a preluat discursul anticeangăiesc și anticatolic.

### Nume de familie și toponime
Numele de familie ale populației ceangăiești maghiare au fost românizate, iar puține nume mai fac trimitere la origine: Lucaci, Pal, Jura, Farcaș, Bâlha, Bișoc, Domoc, Duman, Ferenț, Arva, Varga, Andrieș și altele.
Printre locuitori s-au păstrat mulți cu numele de familie Tălmaciu, care în trecut au asigurat comunicarea între populație și proprietari. Într-un tabel din 1820 figurau 6 familii cu numele de Tălmaciu.

În materie de toponime există: Dumbrava, Făgăt, Măstăcan, Prisaca, Țibic, Cătană, Canton (în zona terenurilor arabile), Islaz, Luțca, Hataș (în zona pășunilor), Drumul poștei, Podul vacilor, Coasta uitaților, Dealul crucii, Dealul Găvan, Valea uitaților (care desparte cele două părți ale satului), Jitar (poarta satului), Pârâul Draga.
În trecut au existat patru porți de jitărie, fiecare păzită de câte un paznic.

### Biserica ortodoxă
Spre deosebire de catolicii de origine maghiară care locuiau pe deal, ortodocșii de origine română s-au stabilit în vale unde aveau cimitir și biserică proprie. În jurul anului 1780 a fost construită din lemn prima biserică ortodoxă, iar între 1845 și 1847 a fost realizată cea de piatră de către boierul Balș și cu hramul „Sfinții Arhangheli Mihail și Gavril”. Ultima servea ca biserică particulară a moșierului Balș. Locuitorii ortodocși au construit între 1840 și 1850 o biserică din lemn cu hramul „Sfântul Nicolae”, ce a fost mutată în cimitirul ortodox, unde servește drept capelă.

### Împărțirea administrativă
La sfârșitul secolului al XIX-lea prin Luncași era cunoscută partea nordică a satului Hălăucești din județul Roman, singurul sat al comunei Hălăucești, din plasa Moldova a județului Roman. Comuna deținea 2178 de locuitori, din care 1500 maghiari, 15 familii de evrei și restul români, cu două biserici ortodoxe și una catolică. Anuarul Socec din 1925 a consemnat Luncași ca sat separat în aceeași plasă și comună.

## Economia
Potrivit lui László Gazda⁠(hu)[traduceți], culturile agricole tradiționale ale satului cuprindeau și inul și cânepa, iar cele mai importante erau cartoful, porumbul, fasolea (cultivat alternativ cu porumbul), lintea, varza, dovleacul, ceapa, macul și sflecla de zahăr.
În anii 2000, locuitorii satului erau în cea mai mare parte agricultori, anterior în 1973 procentul agricultorilor fiind de 34 % iar în 1985 de 26 %. Concomitent cu scăderea agricultorilor au crescut pe de altă parte cei angajați în sectorul industrial sau servicii, îndreptându-se ca navetiști spre uzinele orașelor Roman și Pașcani. Numărul navetiștilor zilnici varia între 200 și 500 de persoane, iar aproximativ 15 persoane făceau navetă spre comună, în domeniile învățământului și administrației. Mai mulți locuitori au părăsit satul, plecând în anul 1981 178 de persoane și sosind în loc 11. Densitatea populației în 1860 era de 39,7 locuitori/kilometru pătrat, iar până în 1985 a crescut la 86,7 locuitori/kilometru pătrat, fiind peste media țării, fiind o dovadă a atragerii locuitorilor de satul natal.

## Mănăstirea, instituțiile de învățământ catolic, tipografia și orfelinatul
| Scrisoarea episcopului de lași, Dominic Jaquet către Amann Josef Hurter, consulul austro-ungar din Iași, Iași, 7 aprilie 1897 |
| --- |
| ... Eu nu mă pot poziționa decât pe punctul de vedere al intereselor sufletelor. Și întrucât este catolică și universală, Biserica Romană este obligatoriu internațională. Nu abordează problemele etnice și lingvistice, lasă aceste probleme trecătoare le lasă pe seama oamenilor. Biserica Catolică se acomodează tuturor popoarelor și vorbește toate limbile. Nu forțezi o limbă asupra unui popor pe care nu o vorbește! Biserica Catolică respectă toate limbile și își obligă slujitorii să învețe și vorbesc limba poporului care îl păstoresc. Deci preotul catolic își acceptă credincioșii așa cum îi găsește, îi învață, le ascultă spovada, îi sprijină, îi mângâie în boala lor și, în acest proces, folosește limba pe care o înțeleg și o vorbesc. Dacă acest principiu nu ar izvorî din simplul bun simț, atunci acesta ar fi impus de dreptul natural poruncit prin legile lui Dumnezeu. Este un adevăr că slujitorii lui Dumnezeu nu trădează acea țară care-i primește și-i ocrotește prin legile sale, pe de altă parte este un adevăr că problemele oamenilor nu-i influențează pe ei direct, pentru că ei, înainte de toate, sunt interesați de binele major al sufletelor în speranța că odată cu împărăția lui Dumnezeu vor prospera și toate celelalte. Aplicând aceste principii eparhiei mele, cred că Episcopul Catolic al Moldovei este obligat să răspundă nevoilor credincioșilor în limba pe care o vorbesc. Consecința practică a acestui lucru este că slujitorul religiei ar trebui să vorbească oamenilor în propria lor limbă, atâta timp cât credincioșii vor ca el să le vorbească în acea limbă. Este deci de datoria mea să educ un cler care – împreună cu limba română, a cărei învățare este reglementată de lege și care, de altfel, constituie limba țării – să învețe toate limbile vorbite de credincioși. Majoritatea credincioșilor din eparhia mea sunt de limbă maghiară. Moldova are aproximativ 65 000 de catolici de origine maghiară. Cel puțin 40 000 dintre ei nu au înțeles încă nicio altă limbă în afară de maghiară. Aproximativ 10 000 vorbesc limba română, iar aproximativ 15 000 sunt în stare de tranziție. În această privință de constată interesante variații. Acasă vorbesc adesea maghiară, în timp ce în biserică predica și cântatul sunt în limba română, iar orele de religie se țin în limba maghiară. La biserică, în schimb, poporul este învățat românește, în timp ce dascălul sau învățătorul, rămâne credincios cântecelor tradiționale în limba maghiară. Din toate acestea reiese că, dacă studenții institutului pe care vreau să-l întemeiez trebuie să cunoască limba română, așa cum cer nevoile unei părți din popor și legile țării, totuși o datorie impusă de conștiință mă obligă ca pe viitorii preoți, atât seculari, cât și călugări, să învăț limba maghiară, care este singura limbă în care își pot îndeplini slujirea sacră în sânul majorității poporului catolic. Așadar, dacă româna ar trebui să fie limba generală de învățământ, așa cum o cer legile țării, maghiara ar trebui totuși să fie limba clerului catolic de rang inferior. Trebuie să cunoască această limbă de parcă ar fi a doua sa limbă maternă. Trebuie să o vorbească plăcut și ușor, așa cum o cere respectul pentru religie și care trebuie să exprime public adevărurile sacre ale acestei limbi. Sursă: Scrisoarea episcopului de lași, Dominic Jaquet către Amann Josef Hurter, consulul austro-ungar din Iași, Iași, 7 aprilie 1897 |

În context istoric, Regatul Ungariei, după perioada de deplină putere, nu a mai reușit să protejeze militar și să trimită preoți și episcopi la episcopiile de Siret și Argeș coloniei maghiare din Moldova, problemă agravată și de reformă, iar mănăstirea franciscană maghiară de la Șumuleu nu a mai reușit să-și susțină filiala din Bacău din cauza prezenței turcilor, iar astfel s-a resimțit o lipsă acută de personal care a fost oarecum suplinită între 1622 și 1895 de misionari italieni, croați și bosniaci sub controlul Congregatio de Propaganda Fide din Roma. Misionarii, care rezidau pentru perioade scurte în Moldova, percepeau ca străine și primitive condițiile în țară și nu căutau să învețe limba maghiară a locuitorilor. Pe de altă parte, odată cu creșterea populației după războaie, aceasta nu a putut să perceapă misionarii ca pe o clasă intelectuală proprie iar situația a fost agravată și de comportamentul scandalos al acestora.

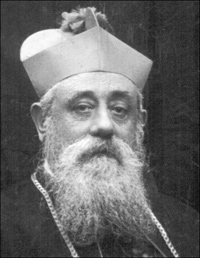
Nicolae Iosif Camilli, primul episcop de Iași, care a urmat o linie naționalistă cerută de stat și diferită de planurile lui Dominic Jaquet pentru înființarea și derularea activității seminarului de la Hălăucești

După formarea statului român (1859), Războiul de Independență (1877) și transformarea în regat (1881) s-a considerat umilitoare trimiterea de misionari de către Roma, iar noul stat, cedând și situației cauzate de lipsa preoților catolici, a înființat în prima jumătate a anilor 1880 episcopiile catolice și seminariile teologice din Iași și București. În 1881 Nicolae Iosif Camilli a fost numit vizitator apostolic în Moldova și cu ajutorul statului a înființat, în 1884, Episcopia Romano-Catolică de Iași și confirmat de Papa Leon al XIII-lea în același an. Dintre măsurile acestuia au fost folosirea doar a limbii române în bisericile catolice din Moldova și în 1889 ca rugăciunile din enciclicele papei să fie rostite doar în română. A promis regelui Carol I și subordonaților săi că nu va permite intrarea de misionari maghiari în Moldova. În același timp, politica autorităților române a determinat Congregatio de Propaganda Fide să nu mai trimită acest gen de misionari.
Potrivit nunțiului de Viena, Gennaro Granito Pignatelli di Belmonte⁠(d), autoritățile române manifestau o atitudine ostilă față de preoții catolici, și mai ales față de cei de origine maghiară: „Guvernul român nu dorește nici influență maghiară, nici germană sau franceză, mai ales în ceea ce privește instruirea clerului local; astfel, găsește plăcut că misionarii care ajung în Moldova sunt italieni, pentru că ei sunt poate singurii care nu își folosesc activitatea pentru a-și face propria propagandă naționalistă, iar Italia nu are niciun interes pentru acest pământ.” Autoritățile considerau misionarii italieni „rude apropiate” și care, din motive proprii, nu au susținut sau protejat folosirea limbii maghiare în Moldova.
În anul 1897, în Hălăucești a fost amplasată o mănăstire a Fraților Minori Conventuali de limbă română, care la scurt timp a încorporat un seminar romano-catolic și o școală de diaconi, devenind un centru cultural și religios. Alături de seminarul de la Iași, o parte din ajutorul financiar pentru înființare a venit din partea autorităților, ajutor dat cu condiția loialității absolute față de stat, sau după vizitatorul Giuseppe P. Malinowski: „Sturdza explica că guvernul a acordat o anumită sumă de bani seminariilor din Iași și Hălăucești pentru a câștiga sprijinul acelei părți a clerului care provenea din localnici și care, fiind loiali patriei lor românești, nu vor participa la politica externă, mai ales [în contactele] cu maghiarii, și astfel nu ar crea probleme guvernului român.” iar Sturdza declara că „România este înconjurată de mari puteri. Dacă clerul catolic își continuă politica pro-ungară, Monarhia [austro-ungară] va avea un motiv să se amestece în politicile interne ale Regatului”.
În contextul procesului de trezire națională a României, majoritară de rit ortodox, instituțiile religioase au fost puse în serviciul naționalismului românesc, unde chiar permiterea existenței și întreținerii unor instituții catolice conta pe această condiție. Prin intermediul instituțiilor s-a încercat reprimarea religiozității în limba maghiară în Moldova, aplicarea asimilării și omogenizării etnice în scopul transformării locuitorilor în cetățeni români loiali. În mod asemănător cu misionarii anterior înlocuiți, preoții locali „ieniceri” formați din Moldova, îndreptați împotriva propriei etnii și limbi și atașați valorilor naționale românești, nu au putut lega o relație strânsă cu credincioșii, situație îngreunată și de lipsa preoților până în prima parte a secolului al XX-lea și imposibilitatea oferirii sacramentelor cele mai importante populației.

### Seminarul romano-catolic

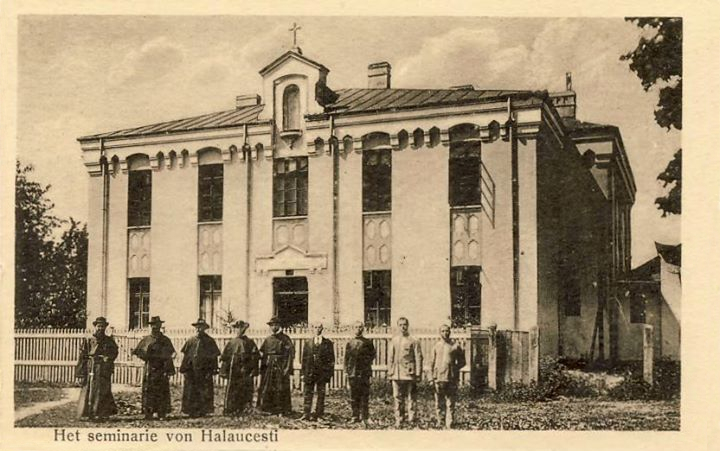
Seminarul în anii de după finalizarea construcției

Seminarul a fost înființat în 1897 de episcopul de Iași Dominic Jaquet de origine elvețiană, într-o justificare a pregătirii unor preoți atât în limba oficială statului, cât și cea a limbii populației catolice ce urma a fi deservită, pe care o recunoștea a fi de origine și limbă maghiară, dar parțial aflată și într-o stare de tranziție către limba română. Inițial un seminar teologic franciscan a început activitatea în anul 1896 în Prăjești, abia în anul 1897 fiind mutat la Hălăucești și pus sub ordinul minoriților.
Sediul și clădirea cu un etaj a seminarului a fost inaugurată în anul 1898.
În intențiile acestuia mai exista și numirea ca director al seminarului pe cineva care cunoștea ambele limbi, pe parohul de Cleja, Carpathi. În cazul lipsei preotului în funcția de director, avea în vedere înlocuirea cu un călugăr franciscan din provincia ecleziastică ungară. Cu toate acestea, în anul următor (1898) a declarat că „guvernul român ne-a interzis să chemăm misionari din Ungaria” iar autoritățile au amenințat cu tăierea subvențiilor pentru instituțiile de învățământ catolic dacă angajau misionari maghiari. Statul român a subvenționat anual instituția începând din 1899 cu 10 000 + 6000 de franci. Jaquet mai avea inițial în vedere alocarea a trei ore pe săptămână pentru studierea limbii maghiare pe durata studiilor liceale și continuate pe parcursul studiilor de filosofie și teologie, precum și o recreație a zilei rezervată conversației în maghiară. După același principiu, elevii urmau a învăța și limbi vorbite de alți catolici din teritoriul țării, unde pe lângă Carpathi urmau să mai predea un preot german și unul italian.
În privința amplasării seminarului, Jaquet a avut în vedere satul Luizi-Călugăra de lângă Bacău, însă a fost avertizat că se află la 6 km depărtare de oraș, era greu de aprovizionat și asigurat cu ajutor medical și în caz de îmbolnăviri, apa era insuficientă iar populația, chiar dacă maghiară, avea preoți care predicau în limba română de peste 40 de ani. În schimb, parohul Hălăuceștiului, Barradini, s-a oferit să construiască pe cheltuială proprie o casă pentru seminar dacă urma să o stabilească în parohia lui. După Jaquet, condițiile legate de populație erau aceleași ca la Luizi-Călugăra, cu populație maghiară, limba vorbită în familie, dar unde se predica în română. În schimb Hălăuceștiul se diferenția prin legătura cu calea ferată.
În preajma începutului secolului al XX-lea, autoritățile au emis un regulament, semnat de guvern și Dominic Jaquet, pentru sistemul de învățământ religios, unde se sublinia că limba de predare poate fi exclusiv româna și se interzice cea în maghiară. Dar se putea învăța în alte limbi precum franceză, italiană sau germană: „limba de predare în seminariile din Iași și Hălăucești, precum și în școala de cantori, va fi limba română; filosofia și teologia vor fi predate în latină; predarea limbii maghiare este interzisă atât în seminarii, cât și în școala de cantori.” Institutele catolice pentru fete în Moldova, pentru că trebuiau să primească și eleve ortodoxe pentru cursuri separate de religie ortodoxă, au luat măsuri de protejare a acestora de „propaganda catolică”, unde ministerul impunea angajarea unui preot ortodox sau o altă persoană de religie ortodoxă desemnată de minister.
Primul rector a fost Alderic Cipollini (1897–1915), iar primii seminariști trebuiau să fie în mod obligatoriu de origine italiană, întrucât nu exista un sentiment de încredere pentru ceangăii care puteau avea încă conștiință maghiară. În perioada de început a instituției existau doi profesori și 7 cursanți, dintre care erau selectați cei mai buni seminariști români pentru continuarea studiilor la Colegiul din Roma. Numărul seminariștilor a crescut în perioada următoare, unde în anul 1903 au fost 11, iar în 1926 au fost 52. În perioada 1897 și 1941 au urmat cursurile 306 de elevi, dintre care doar 62 au fost hirotoniți preoți. Din 1932 cursurile de teologie-filosofie au fost preluate de Seminarul Teologic „Sfântul Bonaventura” înființat la Luizi-Călugăra, unde autoritatea școlară era Provincia Franciscană „Sfântul Iosif” din Iași. Astfel pregătirea preoților s-a ajuns a se face în trei centre.
Potrivit inspectorului N. I. Ciocan, care a vizitat instituția în anii 1903–1904, directorii seminarului au dus un proces de izolare al copiilor de familie și casă, nu li se permitea întoarcerea acasă în vacanțele de vară iar când părinții se duceau să îi caute la seminar, aceștia puteau să ia contact cu copiii numai în prezența preoților și prin comunicarea în limba română.
În perioada interbelică, Pál Péter Domokos a menționat că parohul era un călugăr neștiutor de maghiară pe nume Calestin Vaes, că în sat funcționa școala de preoți a ordinului minorit sub rectorul C.S.P. Dominic Neculaes iar profesorii erau P.C.S.P. Francisc Orlandi și Ioan Duma.
A funcționat până în anul 1948.

### Școala de diaconi
Potrivit lui Dominic Jaquet, școala de diaconi (deák) avea o importanță națională întrucât la nivelul anului 1897, în dieceză existau doar 27 de parohii cu același număr de parohi și 120 de biserici parohiale și filiale, unde fiecăreia era repartizat câte un diacon. Statistica nu cuprindea și nevoile de viitor pentru noile biserici ce aveau a se construi în localități mai importante. Pe de altă parte, Jaquet justifica că școlile de diaconi din trecut au fost incomplete și fragmentate iar cea ce urma a se înființa nu ar primi doar copii de origine maghiară, deși o parte a populației a trecut printr-un proces de românizare, iar programa instituției ar acoperi jumătate din programa predată în școlile elementare, primind copii după absolvirea școlii primare și pregătindu-i timp de doi ani. Era necesară cunoașterea limbilor română și maghiară, în condițiile în care programa era permisă de stat doar în limba română, dar putându-se realiza pe zi o lecție în maghiară și o recreere cu conversații în maghiară.
Diaconii aveau scopul cântării la orgă, dirijării cântatului, predării educației religioase în biserică, recitării rugăciunilor și vizitării bolnavilor și chemarea preotului paroh. În cazul în care parohul nu putea veni de la depărtare sau pentru că avea de regulă 4–5 filiale în subordine, la care nu putea ajunge decât o dată pe lună și uneori doar de două sau trei ori pe an, diaconul era responsabil cu înmormântările și celebrarea liturghiilor duminicale, iar astfel, autoritatea acestuia o depășea pe cea a unui paroh.
Dominic Jaquet a considerat potrivită amplasarea școlii tot la Hălăucești, activând lângă seminar mai eficient din punct de vedere al programei, accesibilității la profesori de limbă maghiară și financiar. În 1897, planul a fost decalat pentru necesitatea găsirii fondurilor financiare, măririi prezbiteriului, atașarea școlii pentru 10–15 elevi pe an și întreținerea copiilor de către școală, întrucât aceștia provenind din mediul rural aveau familii sărace ce nu se puteau îngriji de ei.
Școala a funcționat într-o clădire separată de seminar și în regim de internat, cu doi și ulterior trei ani școlari în perioada 1897–1916. Cei înscriși atât la seminar cât și la școala de dascăli nu puteau părăsi instituțiile pentru a se duce acasă în timpul vacanțelor. După 1916, pregătirea dascălilor s-a realizat în cursuri particulare de dăscălie sub Episcopia din Iași, la parohiile din Luizi-Călugăra și Hălăucești, iar ulterior la Bacău.

### Tipografia
Începând din 1923 sau 1924 a fost pornită și o tipografie numită „Tipografia Serafica”, unde erau editate lucrările ordinului minorit. Scopul principal al tipografiei s-a dovedit a fi însă înlăturarea și distrugerea textelor în limba maghiară utilizate în biserici, precum Cantionale Catholicum al lui János Kájoni care servea ca manual de bază al cantorilor, și înlocuirea lor cu cărți de rugăciune, catehisme, variantele traduse în limba română ale cântecelor în maghiară precum și alte materiale de propagandă. Potrivit mai multor mărturii, materialele în limba maghiară au fost adunate în timp și distruse. Din anul 1921 tipografia a editat revista franciscană Viața.

### Orfelinatul de fete
Provincia Franciscană „Sfântul Iosif” din Iași a înființat Orfelinatului Catolic „Vasile Alecsandri” și a activat între 1917 și 1948. În anul 1918 băieții au fost transferați la orfelinatul din Huși, iar orfelinatul din Hălăucești a rămas rezervat fetelor. După Pál Péter Domokos, în 1927 a fost înființat orfelinatul catolic de fete, unde șapte maici din ordinul franciscan „Madre Angela Maria del Gigliose” din Assisi, ulterior cu numele actual Surorile Franciscane Misionare de Assisi, îngrijeau 20 de fete orfane. În perioada anilor 1923–1924 a fost construită o clădire nouă impunătoare pentru orfelinatul de fete.

### Școala de cantori
Din anul 1923 a intrat în subordine și o școală de cantori. Deși în timp populația a avut un cuvânt de spus când era vorba de alegerea diaconilor în biserici, fiind cunoscută de către Bálint Csűry⁠(hu)[traduceți] situația concedierii a unui diacon necunoscător de maghiară, totuși situația s-a schimbat odată cu înființarea școlii de cantori în 1923, unde noii absolvenți au început să înlocuiască cântăreții țărani cunoscători de maghiară.

### Gimnaziul franciscan
În anul 1936 a fost fondat în același sat gimnaziul franciscan ce servea cauza românească, a cărui existență a fost justificată de inițiatorul Iosif Petru M. Pal ca recrutarea elevilor de către școlile maghiare din Transilvania să nu fie posibilă. În anul 1939 a fost inaugurată clădirea monumentală cu un etaj, care adăpostea și internatul. În anul 1948 gimnaziul a fost naționalizat.
În prezent clădirea găzduiește liceul de stat din Hălăucești.
În sat regimul comunist a construit și un cămin cultural, în cadrul căruia funcționează o bibliotecă cu peste 9000 de volume.

## Personalități
- Jean Mihail (1896–1963), regizor de film, scenarist, scriitor.